# Lamentanza
(Cfr. Bonanzinga, 2002.)

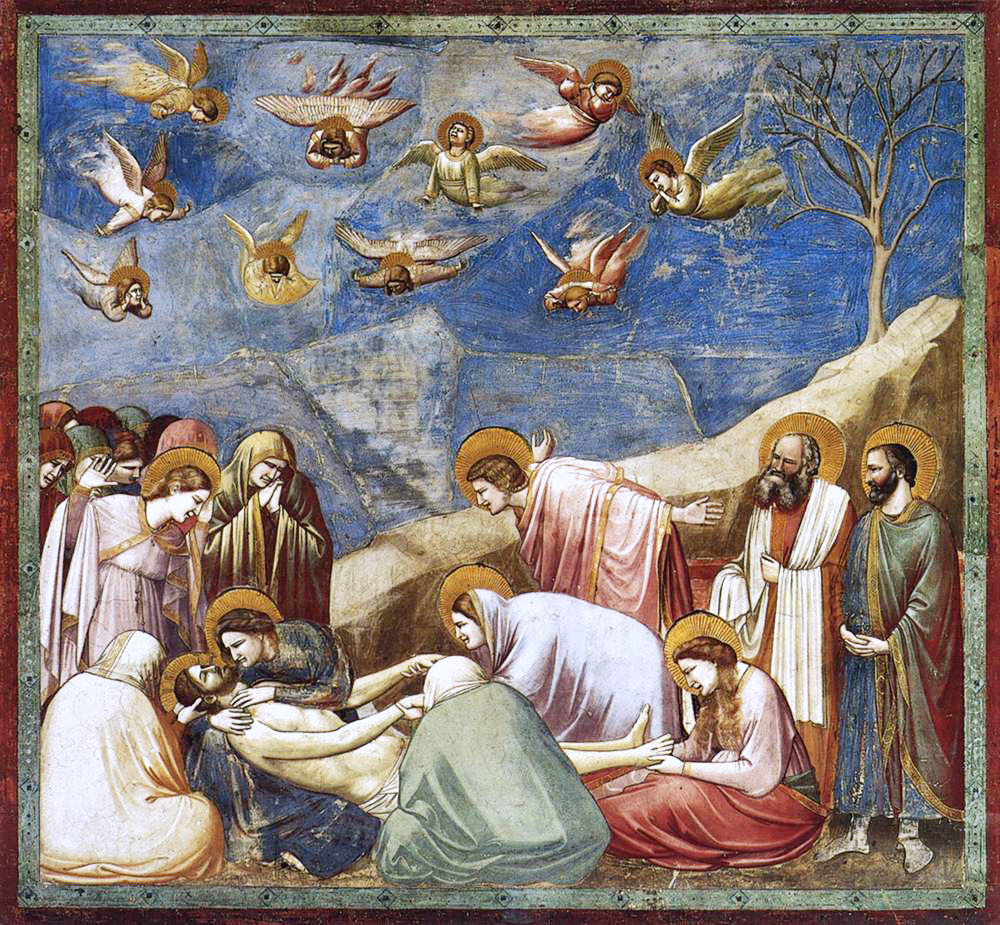
Giotto Cappella Scrovegni - Lamentazioni per la morte di Cristo

La lamentanza o lamintanza o ladata o anche lamienti o larati, a seconda delle zone, è una antica forma di canto religioso polifonico, cantato durante i riti della Settimana Santa in Sicilia.
Questi cori sono cantati dai lamentatori delle confraternite (detti in siciliano lamentatura), che sono rigorosamente voci maschili; sono eseguiti durante i riti del giovedì e la processione del Venerdì Santo ed anche altre manifestazioni liturgiche, a seconda delle zone.

## Storia
Questi canti fanno parte ogge dei repertori della devozione e tradizione extra-liturgica popolare; ma nello stesso tempo i lamenti sono anche una delle più antiche forme di scrittura e gli esempi sono presenti nelle culture umane.
La ladata o lamentanza è una composizione letteraria in versi che esprime un lamento o sofferenza, essa che ha origine nei compianti medievali e prima ancora nella letteratura latina e nei lamenti funebri di origine omerica e pre-omerica. 
Infatti, il termine ha origine dalla parola treno  o trenodia (in greco antico: θρῆνος o θρηνῳδία?, thrênos o thrēnōdía) e ᾠδή (oide, ode), quest'ultima in ultima analisi deriverebbe dalla radice proto-indoeuropea * h₂weyd - (cantare) che è anche il precursore di parole come ode, tragedia, commedia, parodia, melodia e rapsodia.
Tra i sinonimi vi sono nenia, coronach, lamento e l'elegia. L'Epitaphios Threnos  è il lamento cantato nella Chiesa ortodossa orientale il Sabato Santo; nel Cristianesimo, viene chiamato dormizione: o dormizione di Maria (dal latino dormitio) il trapasso di Maria, madre di Gesù.

## Funzione antropologica
Studiosi delle religioni, etnografi, antropologi ed etnomusicologi sostengono che il canto funebre (di cui la lamentanza o ladata ne è una forma) svolge la finalità di superare il cordoglio, l’angoscia della fine, la perdita del caro e il distacco dai trapassati, diventando un espediente elaborato da gruppi di persone per superare questi stati d'animo. Infatti in passato, in assenza di psicologi e psicoterapeuti, era questa una pratica ritualizzata che permetteva di superare i periodi dolorosi e traumatici conseguenti alla perdita del congiunto, scongiurando l'insorgenza di un disturbo depressivo patologico. 
Secondo la psicanalisi il canto funebre rivestirebbe la funzione di un meccanismo di difesa per la gestione nell'immediato del dolore del lutto, anche in forma stereotipata.
Essendo tipicamente di origine rurale e contadina, i canti funebri sono ormai vestigia antropologiche in via di cancellazione che si ritrovano solo nella memoria rievocativa delle rappresentazioni pasquali sotto forma di ladate o lamentanze.

## Repertorio musicale
Caratteristica peculiare di questi brani è quella di avere una struttura "ad accordo", avendo il coro una linea melodica di accompagnamento con una successione di accordi. Il repertorio possiede due tipi di "accordo": 
- canto solistico, con accompagnamento ad “accordo” (tra questi vanno compresi anche i canti in cui due o tre voci solistiche si alternano tra loro nell’esecuzione);
- canto a due voci, con accompagnamento ad “accordo”, in cui le voci soliste svolgono parallelamente la linea melodica.

Questi canti hanno tutti in comune il fatto di seguire modelli settecenteschi con una vistosa professionalizzazione dei coristi, anche se possono differire tra loro per repertorio, stile, esecuzione e modalità di fruizione da parte degli spettatori.

## Esempi del genere nel mondo
I lamenti, cui le lamentanza sono assimilabili, sono presenti in molte parti del mondo, con forme e significati simili. Le lamentazioni sono anche contenute sia nell'Iliade che nell'Odissea di Omero, ma anche nel Veda Indù ed in alcuni testi antichi della Mesopotamia come i Lamento per Ur o gli ebraici Tanakh.

### Esempi del genere celtici
Nella musica tradizionale scozzese, una lamentazione è anche un pezzo musicale suonato dalle cornamuse. Essa ha la forma di un tema con variazioni; inizia con un'aria lenta che viene suonata con abbellimenti e quindi la melodia ritorna in forma semplice nel finale. Tradizionalmente erano composte per onorare un guerriero morto in battaglia e portavano il suo nome.

### Esempi del genere in Spagna

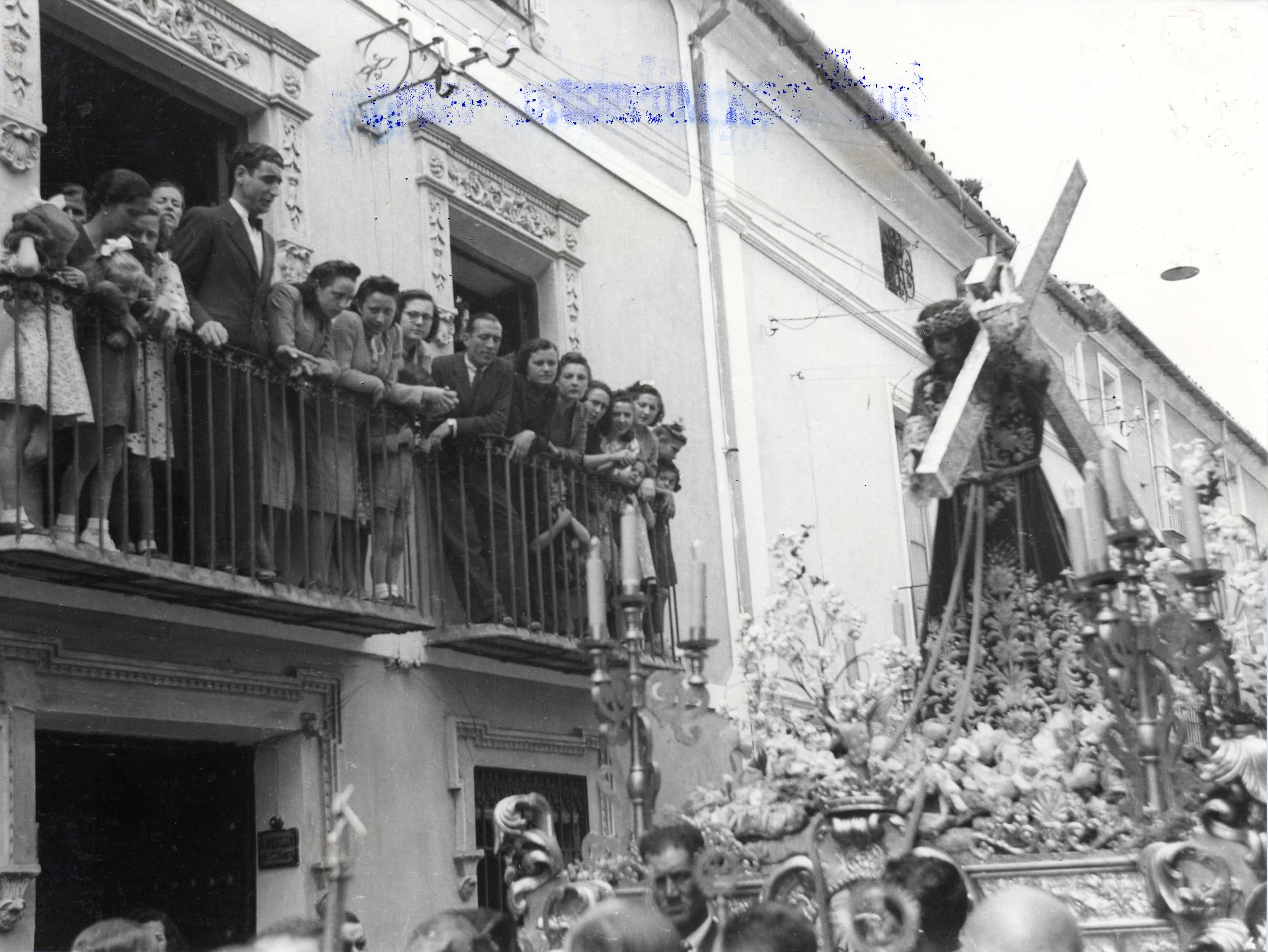
Pepe Barranco Gutiérrez canta la saeta durante il Nazareno de Cabra nel 1940 foto di F. Molina. Biblioteca di capra

In Spagna vi sono dei canti religiosi spagnoli di venerazione: la saeta che è generalmente improvvisata e senza accompagnamento, viene nelle processioni della Settimana Santa e ha origine nel folclore andaluso in particolare nel comune di Cabra. Si tratta di una melodia di esecuzione libera, piena di lirismo, di influenza araba. Attinge allo stile del cante jondo proprio della tradizione musicale del flamenco. La Saeta è solitamente cantata da un solo cantante, che solitamente si trova su un balcone lungo il percorso processionale, senza accompagnamento strumentale e spesso spontaneamente. La maggior parte dei Saetas sono dedicati alle Virgenes, cioè le statue di Maria, ma ci sono anche Saetas in onore di alcune delle figure di Cristo più popolari.
La Saeta è meglio conosciuta per il suo risvolto doloroso e luttuoso durante la Settimana Santa, quando dalla tradizione cattolica il canto è eseguito durante le processioni da religiosi confraternite che vanno per le strade di città e villaggi nel sud della Spagna. Possedendo una intensità emozionale nei lamenti, e pregnanza drammatica, la Saeta è cantata dal saetero, spesso da un balcone, e può essere indirizzata alla statua di Gesù sottostante, nella sua agonia lungo la via Via Dolorosa, o a quella della sofferente madre Maria.

### Esempi del genere in Sicilia
La tradizione delle ladate polifoniche in Sicilia è molto diffusa, infatti, esse sono eseguite in vari comuni dell'isola. fino al 1963, anno del Concilio Vaticano II, l’accompagnamento musicale della liturgia era affidata esclusivamente al celebrante e ai chierici, o al massimo a cantori specializzati, sempre e comunque maschi, questo spiega perché secondo tradizione sono solo maschi i cantori delle lamentanze.

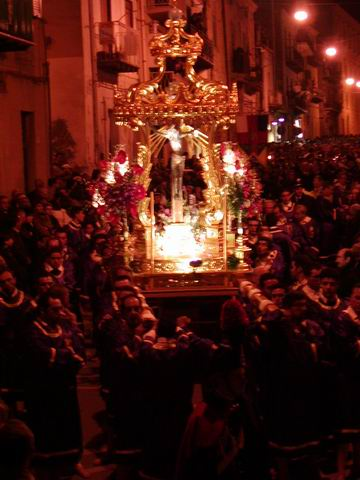
Il Cristo nero in processione il venerdì santo a Caltanissetta

- CaltanissettaCaltanissetta costituisce, come è noto, una delle province più attive nell'esecuzione del pianto funebre e dove sono state documentate le ladate dei fogliamari, al seguito del Cristo nero, Signore della città.[17] Il giovedì e venerdì santo vengono eseguite dai Fogliamari (raccoglitori di erbe amare), i cori della lamintanza o ladate secondo antiche melodie. I fogliamari sono i discendenti storici e spirituali dei primi scopritori del Crocifisso nero o Cristo nero di Caltanissetta co-patrono della città.

I lamentatura (coloro che cantano) sono costituiti: dal solista che è alternativamente uno dei tre coristi (primavuci o primavoce) e dagli accompagnatori (controvuci o controvoci) che sono in numero indefinito, potendovi partecipare chiunque, essi ricalcano cantando la parte finale della strofa. Una esaustiva e storica descrizione è data dallo scrittore nisseno Michele Alesso nel libro Il giovedì santo in Caltanissetta: usi, costumi, tradizioni e leggende; Ed. Castaldi 1903.
Tra le più note ladate eseguite il venerdì santo: Cristu era ligatu e camminava, a due voci più il coro. Le ladate o lamintanze di Caltanissetta sono iscritte dal 22 maggio 2014 nel (REIS) Libro delle Pratiche Espressive e dei Repertori Orali.
- Butera (CL)[21]
Delia (CL)[22]
Milena (CL)[23]
Montedoro (CL)[1]
Mussomeli (CL)
Alimena (PA)[24][25]
Aragona (AG)[26]
Bivona (AG)[27]
Realmonte (AG)
Enna[21]
Aidone (EN)[28]
Agira (EN)[21]
Assoro (EN)[27]
Leonforte (EN)[27]
Piazza Armerina (EN)[28]
Pietraperzia (EN)[21]
Mirabella Imbaccari (CT)[27]
Raddusa (CT)[29]